# Jordi Meeus
Jordi Meeus (Lommel, 1º luglio 1998) è un ciclista su strada belga che corre per il team Red Bull-Bora-Hansgrohe. Professionista dal 2018, ha vinto la Parigi-Bourges 2021.

## Palmarès

### Strada
- 2017 (Acrog-Balen BC)

GP Claudy Sohet
- 2018 (SEG Racing Academy, una vittoria)

Gooikse Pijl
- 2020 (SEG Racing Academy, quattro vittorie)

2ª tappa Giro della Repubblica Ceca (Prostějov > Uničov)
3ª tappa Giro della Repubblica Ceca (Olomouc > Frýdek-Místek)
6ª tappa Giro d'Italia Giovani Under-23 (Colico > Colico)
Campionati belgi, Prova in linea Under-23
- 2021 (Bora-Hansgrohe, due vittorie)

2ª tappa Tour de Hongrie (Balatonfüred > Nagykanizsa)
Parigi-Bourges
- 2022 (Bora-Hansgrohe, due vittorie)

5ª tappa Tour of Britain (West Bridgford > Mansfield)
Primus Classic
- 2023 (Bora-Hansgrohe, due vittorie)

Circuit de Wallonie
21ª tappa Tour de France (Saint-Quentin-en-Yvelines > Parigi)
- 2024 (Bora-Hansgrohe/Red Bull-Bora-Hansgrohe, due vittorie)

3ª tappa Giro di Norvegia (Sola > Egersund)
1ª tappa Giro di Vallonia (Tournai > Fleurus)
- 2025 (Red Bull-Bora-Hansgrohe, tre vittorie)

3ª tappa Volta ao Algarve (Vila Real de Santo António > Tavira)
6ª tappa Giro di Svizzera (Chur > Neuhausen am Rheinfall)
Copenhagen Sprint

#### Altri successi
- 2020 (Seg Racing Academy)

Classifica a punti Giro della Repubblica Ceca
- 2025 (Red Bull-Bora-Hansgrohe)

Classifica a punti Volta ao Algarve

## Piazzamenti

### Grandi Giri
- Tour de France

2023: 139ª
2025: 158º
- Vuelta a España

2021: 138º

### Classiche monumento
- Giro delle Fiandre

2022: ritirato
2023: ritirato
2024: ritirato
- Parigi-Roubaix

2021: 88º
2022: 14º
2023: 112º
2024: 8º
2025: 53º

### Competizioni europee
- Campionati europei

Plouay 2020 - In linea Under-23: 7°
Limburgo 2024 - In linea Elite: 20°